# José Roig y Bergadá
José Roig y Bergadá (Tarragona, 18 de agosto de 1864 - Barcelona, 22 de marzo de 1937) fue un abogado y político español. 

## Biografía
Se licenció en Derecho en la Universidad de Barcelona y se especializó en derecho mercantil. Al mismo tiempo, militó en la fracción demócrata del Partido Liberal Español, impulsada por José Canalejas, con la que fue elegido diputado por el distrito de San Felíu de Llobregat en las elecciones generales de 1898, 1901 y 1905. También fue alcalde de Barcelona entre febrero y diciembre de 1910.
Durante la crisis provocada por la huelga general de 1917 formó parte de la Asamblea de Parlamentarios y dio apoyo a un eventual estatuto de autonomía para Cataluña, razón por la cual formó parte de la Comisión creada para redactarlo. Fue nombrado Ministro de Gracia y Justicia el 9 de noviembre de 1918, pero debido a la actitud hostil hacia la autonomía catalana de Santiago Alba Bonifaz dimitió el 5 de diciembre del mismo año y provocó una fuerte crisis de gobierno. Sin embargo, en 1926 fue nombrado senador vitalicio, aunque mostró simpatías hacia el republicanismo.
Como abogado, intervino en los conflictos entre los empresarios y los trabajadores, y también fue presidente de la Real Academia de Jurisprudencia y Legislación de Cataluña en 1933-1934 y decano del Colegio de Abogados de Barcelona en 1935-1936.

## Obras
- Las sociedades de responsabilidad limitada
- Doctrina liberal y democrática (1931)